# Henning Teltz
Henning Teltz (* 22. Juni 1905 in Burg; † 3. April 1989 in Meppen) war ein deutscher Ingenieur auf dem Gebiet der Wehrtechnik.

## Jugend und Studium
Teltz, der in seiner Jugend preußischer Kadett gewesen war, absolvierte ein Studium des Allgemeinen Maschinenbaus und der Elektrotechnik an den Technischen Hochschulen Berlin und München, das er als Diplom-Ingenieur abschloss.

## Tätigkeit für das Heereswaffenamt
Nach der Erlangung seines Studienabschlusses wurde er durch das Reichswehrministerium an das Heereswaffenamt berufen, wo er mit umfangreichen Vollmachten für den Gesamtbereich der panzerbrechenden Munition zuständig war und die Position eines staatlichen Oberbaurats bekleidete.
Während des Zweiten Weltkriegs befasste Teltz sich besonders mit Untersuchungen über die Verwundbarkeit von Panzerfahrzeugen, bevor er als Angehöriger des Stabes des damaligen Oberstleutnants der Artillerie Georg Borttscheller von der Waffen-Prüf-Versuchsabteilung an der Entwicklung des Geschützes V3 beteiligt war, dem er den Decknamen Hochdruckpumpe gab.
Mit Rückendeckung von General Emil Leeb, dem Leiter des Heereswaffenamtes, wies Teltz die Forderung des Waffenamtes der SS zurück, Beschussversuche an Panzern durchzuführen, in denen sich sowjetische Kriegsgefangene als lebende Versuchsobjekte befanden.

## Tätigkeit in der Bundesrepublik
Mit dem Aufbau der Bundeswehr wurde Teltz an die Erprobungsstelle für Waffen und Munition in Meppen (E-Stelle 91, heute Wehrtechnische Dienststelle für Waffen und Munition) berufen, die er von 1957 bis zum Eintritt in den Ruhestand 1970 leitete. Sein Aufgabenfeld dort waren zunächst Untersuchungen zur Gewährleistung und Verbesserung von Qualität und Sicherheit der aus Beständen der US Army stammenden Munition, die nicht den deutschen Standards entsprachen. Später war er vorwiegend auf dem Gebiet der Panzerabwehr tätig.
Teltz war Gründungsmitglied der Deutschen Gesellschaft für Wehrtechnik, einer Lobbyvereinigung der deutschen Rüstungsindustrie und gehörte lange Zeit ihrem Vorstand an. Er verstarb kurz vor dem Antritt seiner bereits designierten Ehrenmitgliedschaft.